# 12 août 1994
Le vendredi 12 août 1994 est le 224e jour de l'année 1994.

## Naissances
- Thomas Jordier, athlète français, spécialiste du 400 mètres
- Cristian Ramírez, footballeur international équatorien
- Bex Taylor-Klaus, actrice américaine

## Décès
- Anton Giulio Majano (né le 5 juillet 1909), réalisateur et scénariste italien
- Barbara Grabowska (née le 28 novembre 1954), actrice polonaise
- André Passeron (né le 4 septembre 1926), journaliste politique français
- Zinoviy Kolobanov (né le 25 décembre 1910), tankiste soviétique

## Autres événements
- Déclenchement d'une grève menant à l'annulation de la Série mondiale 1994
- Sortie du film indien Aag
- Sortie aux États-Unis du film Corrina, Corrina
- Edition 1994 des championnats du monde de voile
- Frankie Liles prend le titre de champion du monde poids super-moyens de boxe anglaise à Steve Little
- Colin Jackson décroche le titre et le record du 110 mètres haies aux championnats d'Europe d'athlétisme
- Haut-commissaire de la République en Nouvelle-Calédonie

## Découvertes de planètes mineures
- (7142) Spinoza
- (10151) Rubens
- (16689) Vistula
- (11095) Havana
- (12774) Pfund
- (11583) Breuer
- (11967) Boyle
- (12775) Brackett
- (13128) Aleppo
- (30955) Weiser
- (11968) Demariotte
- (9778) Isabelallende
- (12381) Hugoclaus
- (9640) Lippens
- (10361) Bunsen
- (18449) Rikwouters
- (12776) Reynolds
- (13130) Dylanthomas
- (11966) Plateau
- (13131) Palmyra
- (13127) Jeroenbrouwers
- (13132) Ortelius